# Grande muraille de Hushan

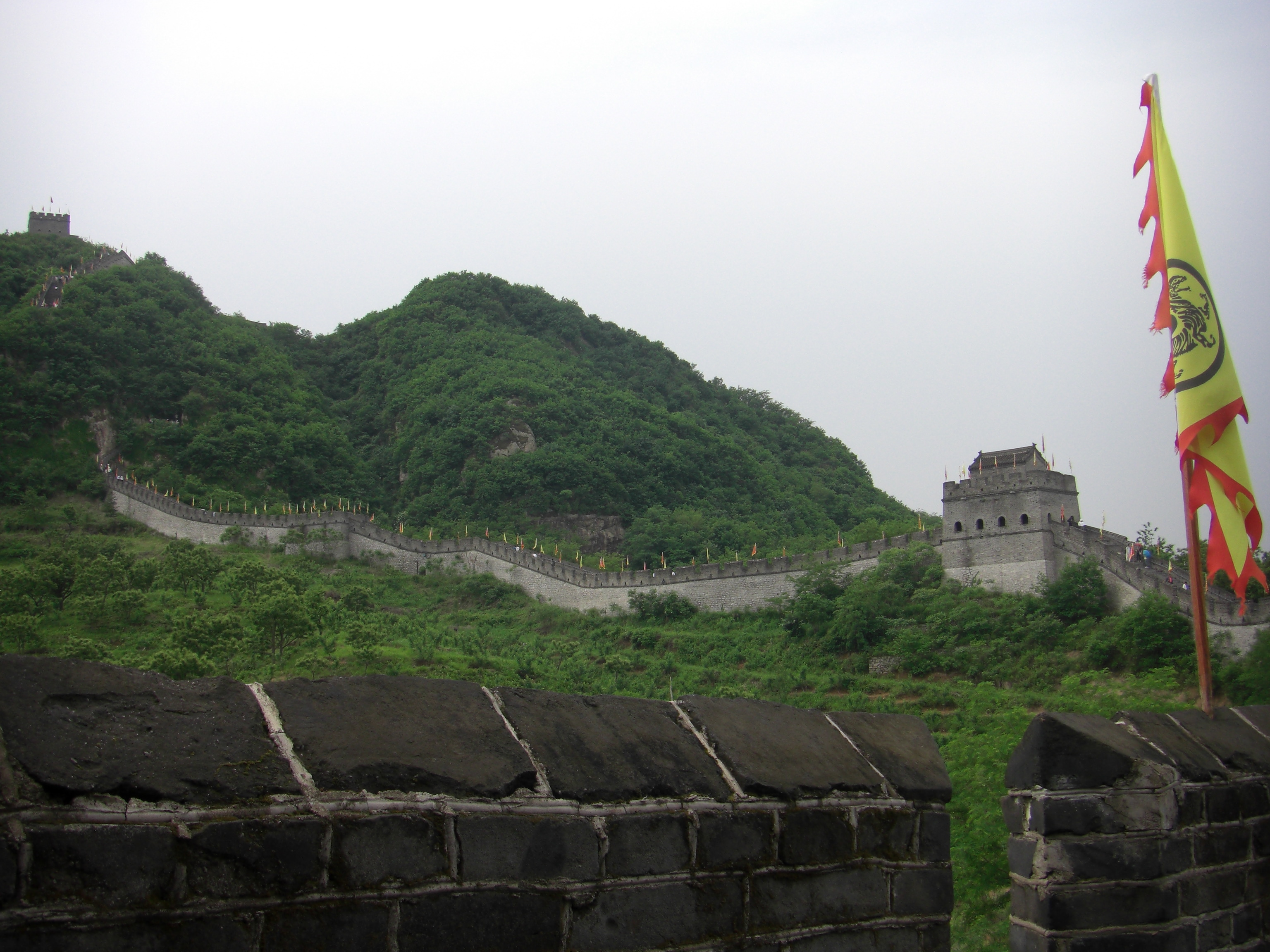
La Grande Muraille de Chine sur le Hushan

La grande muraille de Hushan (虎山长城, hǔshān Chángchéng) est la partie la plus orientale de la Grande Muraille de Chine. Cette partie a été initialement construite en 1469 sous la dynastie Ming.

## Description
Après des prises de photos aériennes, 600 mètres de ce monument ont été exhumés en 1989 et en 1992, une section du mur a été rénovée et ouverte au public, formant une attraction touristique populaire. Le mur s'étend sur environ 1 200 m sur le Hushan, la montagne du Tigre. Il débute à 15 km au nord-est du centre-ville de Dandong, directement à la frontière entre la Corée du Nord et la Chine, là où le Badao He se jette dans le Yalou. Le mur grimpe en flèche jusqu'à une hauteur de 146,3 m avant de redescendre de l'autre côté du Hushan pour finir dans un parking. Cette colline offre une vue étendue sur la plaine environnante.
Cette découverte a poussé Luo Zhewen et son groupe de chercheurs à chercher une liaison entre cette portion de la muraille et la porte de Shanhaiguan qui marquait alors la fin du mur. Ses investigations à travers le territoire des villes de Fushun, Shenyang, Liaoyang et Anshan ont permis de rallonger le tracé connu de plus de 1 000 km.